# Nóvie Verxaüt
Nóvie Verxaüt (en rus: Новые Вершаут) és un poble de l'óblast de Saràtov, a Rússia, segons el cens del 2010 tenia 52 habitants. Pertany al districte municipal de Petrovsk.